# Poni (tỉnh)

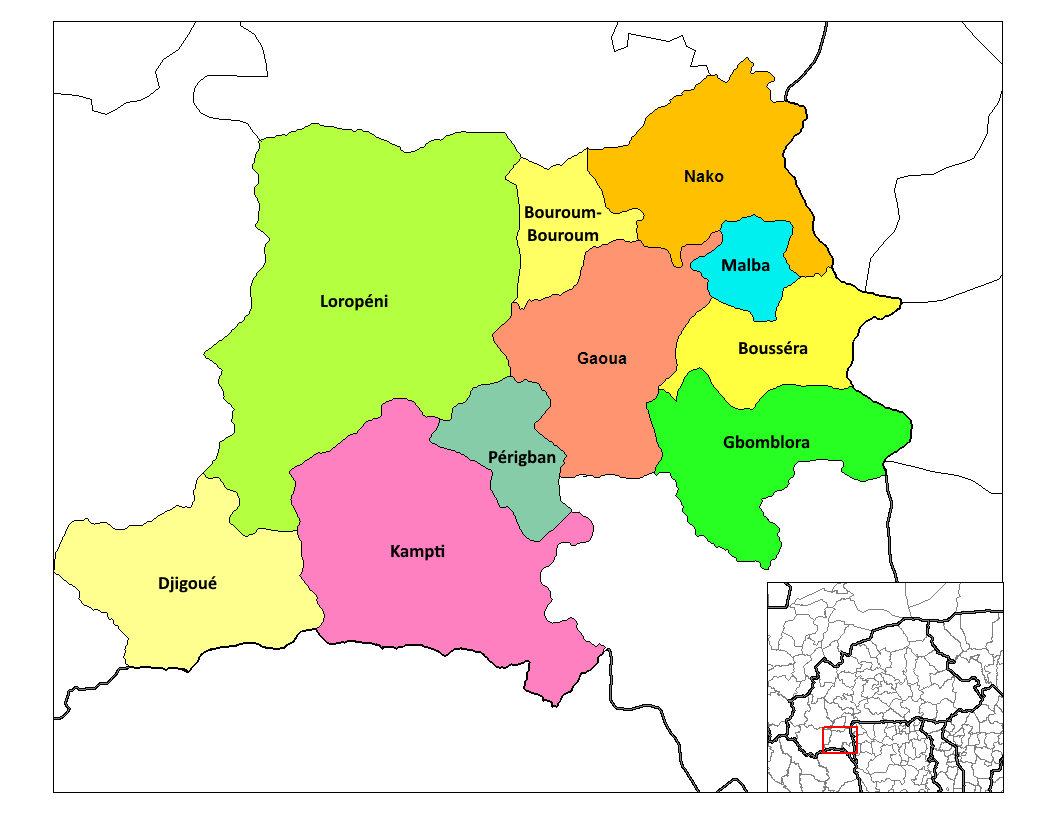
Các tổng của Poni

Poni là một trong 45 tỉnh của Burkina Faso, tọa lạc ở vùng Sud-Ouest.
Diện tích là 7.365 km², dân số năm 1997 là 196.568 người, mật độ dân số là 26,7 người/km² 
Thủ phủ là Gaoua.
Poni được chia thành 9 tổng:
- Bouroum-Bouroum
- Djigoue
- Gaoua
- Gbomblora
- Kampti
- Loropéni
- Malba
- Nako
- Perigban